# Celebrità (programma televisivo)
Celebrità è stato un programma televisivo andato in onda su Canale 5 per due stagioni, dal 2000 al 2002. Era condotto da Silvana Giacobini.

## La trasmissione
Sin dal 7 ottobre 2000, giorno in cui è partita, la trasmissione è sempre stata condotta da Silvana Giacobini, in quel periodo direttrice del settimanale Chi. Andava in onda il sabato su Canale 5 alle ore 18, nella fascia oraria che nei giorni feriali era occupata da Verissimo, programma del TG5 condotto da Cristina Parodi. La giornalista aveva già condotto un programma simile, intitolato Chi c'è... c'è, andato in onda negli anni precedenti su Rete 4 sempre nel pomeriggio del sabato.
Si trattava di un rotocalco televisivo incentrato sulla cronaca rosa e leggera e accompagnato da servizi e rubriche fisse quali "Passo falso", nella quale venivano mostrati i vip colti in flagrante mentre mostravano le proprie debolezze o gaffe. Nella seconda edizione veniva dedicato uno spazio ai personaggi esordienti del mondo del cinema. Nel 2001 la conduttrice ha inoltre pubblicato un libro avente lo stesso titolo della trasmissione, Celebrità.